# Fingerprints (album)
Fingerprints è il tredicesimo album in studio del musicista britannico Peter Frampton, pubblicato nel 2006.
Il disco ha vinto il Grammy Award al miglior album pop strumentale nell'edizione dei Grammy Awards 2007.

## Tracce
1. Boot It Up (featuring Courtney Pine) - 3:27
2. Ida y Vuelta (Out and Back) (with Stanley Sheldon) - 3:23
3. Black Hole Sun (featuring Matt Cameron and Mike McCready) - 5:25
4. Float (featuring Gordon Kennedy) - 4:03
5. My Cup of Tea (featuring Hank Marvin and Brian Bennett) - 4:52
6. Shewango Way - 3:19
7. Blooze (featuring Warren Haynes) - 5:14
8. Cornerstones (featuring Charlie Watts and Bill Wyman) - 3:13
9. Grab a Chicken (Put It Back) - 3:53
10. Double Nickels (featuring Paul Franklin) - 3:48
11. Smoky - 4:51
12. Blowin' Smoke (featuring Matt Cameron and Mike McCready) - 3:47
13. Oh When... - 1:19
14. Souvenirs de Nos Pères (Memories of Our Fathers) (featuring John Jorgenson) - 4:56